# Sangre Azul
Sangre Azul var ett spanskt glamrock-band bildat 1982 i Madrid. Under 80-talet gav de ut tre skivor som blev mycket väl mottagna: Obsesión (1987), Cuerpo a cuerpo (1988) och El silencio de la noche (1989). Bandets musik visade sig vara en ganska melodisk hårdrock med många keyboardpålägg och kärlekstexter, det går att jämföra deras musik med Whitesnake eller Bon Jovi. Förutom alla hemmaturnéer har gruppen även spelat i andra länder som Frankrike, USA och Mexiko år 1991 och blev därför ett av Spaniens viktigaste hårdrocksband. Bandet upplöstes 1992, återförenades igen 2005 men är inte längre aktivt.

## Medlemmar
Senaste medlemma
- José Castañosa (Lili) – sång (1985–1985, 2005–2010)
- Miguel Ángel López (Cachorro) – gitarr (2005–2010)
- Óscar Hernández – gitarr (2005–2010)
- Boris Kurtev – keyboard (2005–2010)
- Antonio Tejada (Napi) – basgitarr (2005–2010)
- Bernardo Ballester – trummor (2005–2010)
- Esther Lago – sång (2005–2010)

Tidigare medlemmar
- Carlos Raya – gitarr (1982–1984, 1985–1992)
- Julio Díaz – basgitarr (1982–1984, 1985–1992)
- Luis Santurde – trummor (1982–1984, 1985–1992)
- J.A.Martin – gitarr (1982–1984, 1985–1988)
- Juanjo Melero – gitarr (1988–1992)

## Diskografi
Studioalbum
- Obsesión (1987)
- Cuerpo a cuerpo (1988)
- El silencio de la noche (1989)

EP
- VIII Trofeo Rock Villa de Madrid (1985)

Singlar
- "America" / "Invadiendo tu ciudad" (1987)
- "Todo mi mundo eres tú" (1987)
- "Cuerpo a cuerpo" (1988)
- "Mil y una noches" (1988)
- "No eres nadie" (1988)
- "Cien años de amor" (1989)
- "El silencio de la noche" (1989)

Samlingsalbum
- Fundamentales (1997)
- The Platinum Collection (2008)
- Grandes éxitos (2009)